# Ediciones Metropol
Ediciones Metropol fue una empresa española con sede en Barcelona dedicada a la edición de cómics, fundada en 1983 por el guionista Mariano Hispano y por el historietista Leopoldo Sánchez, junto con otros autores asociados como Manfred Sommer o José Ortiz.
Su actividad se centró en la publicación de tres revistas de historietas dedicadas al público adulto:
- Metropol, en 1983, de la que se publicaron 12 números
- Mocambo, también en 1983, de la que solo se publicaron 2 números
- K.O. Comics, en 1984, con 4 números publicados